# Lac Tremblant
Pour les articles homonymes, voir Lac Tremblant (homonymie).
Le lac Tremblant est un lac de barrage situé dans la municipalité de Lac-Tremblant-Nord et de Mont-Tremblant, appartenant à la municipalité régionale de comté (MRC) de Les Laurentides, dans la région administrative de Laurentides, au Québec, au Canada.

## Géographie
Ce lac possède une superficie d’environ 9,67 km², un volume d’environ 221 500 000 m³, une longueur de 7,6 km, un périmètre de 335,6 km, ainsi qu’une profondeur moyenne de 22,9 m et une profondeur maximale de 97,4 m. Il est alimenté en eau par la rivière Cachée, qui en est également l'émissaire. 
Le barrage du Lac-Tremblant, situé à son extrémité sud, se trouve à environ deux kilomètres au nord de la confluence de la rivière Cachée avec la rivière du Diable, qui se jette dans la rivière Rouge qui est un affluent de la rivière des Outaouais.

## Toponymie
Le toponyme « Lac Tremblant » a été officialisé le 5 décembre 1968 par la Commission de toponymie du Québec.